# Star Wars Jedi: Fallen Order
Star Wars Jedi: Fallen Order is een actie-avonturenspel uit 2019, ontwikkeld door Respawn Entertainment en uitgegeven door Electronic Arts.

## Verhaal
Het verhaal speelt zich af in het Star Wars-universum, vijf jaar na Star Wars: Episode III: Revenge of the Sith, Het volgt Jedi Padawan Cal Kestis, die een doelwit wordt van het Galactisch Keizerrijk en door het hele sterrenstelsel wordt opgejaagd door de Imperial Inquisitors. Terwijl hij probeert zijn training te voltooien, gaat hij zichzelf verzoenen met zijn moeilijke verleden en de gevallen Jedi-orde weer op te bouwen. De speler kan Kestis' lichtzwaard en Force-krachten gebruiken om vijanden te verslaan, waaronder stormtroopers, wilde beesten en premiejagers. De game neemt een Metroidvania-stijl van levelontwerp aan, waarbij nieuwe gebieden worden betreden terwijl Cal vaardigheden en capaciteiten ontgrendelt.

## Rolverdeling
- Cameron Monaghan als Jedi Padawan Cal Kestis
- Daniel Roebuck als Greez Dritus
- Debra Wilson als Cere Junda
- Dee Bradley Baker als Clone Troopers & Zeffo Sage
- Elizabeth Grullon als Trilla Suduri
- Forest Whitaker als Saw Gerrera
- JB Blanc als Prauf
- Liam McIntryre als Taron Malicos
- Luke Cook als Sorc Tormo
- Misty Lee als The Ninth Sister Inquisitor
- Scott Lawrence als Darth Vader
- Sumalee Montano als Mari Kosan
- Tina Ivlev als Nightsister Merrin
- Tony Amendola als Eno Cordova
- Travis Willingham als Jaro Tapal
- Ben Burtt als BD-1
- Sam Witwer als Darth Sidious

De overige stemmen zijn ingesproken door Andrew Kishino, Carla Tassara, Chris Cox, Cissy Jones, Courtenay Taylor, David Boat, David W. Collins, Erica Lindbeck, Fred Tatasciore, Gideon Emery, Joe Hernandez-Kolski, Karen Huie, Kari Wahlgren, Lex Lang, Liam O'Brien, Matthew Mercer, Michael Johnston, Sam Riegel, Sam Witwer, Steve Blum, Walter Gray en Yuri Lowenthal.
| Recensiescore       | Recensiescore |
| Recensieverzamelaar | Score         |
| ------------------- | ------------- |
| Metacritic          | 81% (pc)      |
| Publicist           | Score         |
| GameSpot            | 8             |
| IGN                 | 9             |
| Tweakers            | 9             |